# Emili Badiella i Ribas
Emili Badiella i Ribas (Terrassa, 8 d'octubre del 1875 - Terrassa, 2 d'octubre del 1929) va ser un industrial i mecenes català.

## Biografia
Interessat en les expressions artístiques des de ben jove, a la dècada del 1910 va assolir una bona posició econòmica. Va ser president de l'Escola Choral de Terrassa, de la qual va ser també cantaire.
L'any 1900, un grup d'empresaris de l'Institut Industrial de Terrassa va crear una societat d'assegurances per als accidents de treball anomenada “El Segur Tarrasense contra els Accidents de Treball”. L'objectiu de l'assegurança era pal·liar les conseqüències dels accidents laborals causats per la complexitat de la maquinària i els processos laborals que es van imposar arran de la industrialització mitjançant un subsidi econòmic, una prestació sanitària, la rehabilitació i la readaptació laboral. No s'esmenta específicament la participació d'Emili Badiella i Ribas en la creació d'aquesta assegurança, però és possible que hagi estat involucrat en la iniciativa mútua com a promotor cultural i regidor de l'Ajuntament de Terrassa.

### Vida política
Badiella i Ribas també va intervenir la vida política i social de la seva ciutat. Va ser escollit regidor de l'Ajuntament de Terrassa per elecció popular l'any 1922, representat a la Lliga Regionalista, un partit conservador i catalanista. A més, va ser protector de l'Asil Busquets, una institució benèfica que acollia nens i ancians desemparats.
La seva labor cultural i social va se reconeguda per la ciutadania, que li va dedicar a Terrassa un carrer situat al Barri de Sant Pere, al Districte V, al 1933. Durant el període franquista, el nom del carrer va ser canviat pel de Ruiz de Alda, un aviador militar i cofundador de la Falange. L'any 1984 se li retornà el nom originari.